# Epinephelus tuamotuensis
Epinephelus tuamotuensis, tên thường gọi là Reticulate grouper, là một loài cá biển thuộc chi Epinephelus trong họ Cá mú. Loài này được mô tả lần đầu tiên vào năm 1971.

## Phân bố và môi trường sống
E. tuamotuensis có phạm vi phân bố ở Tây Thái Bình Dương. Loài này được biết đến ở các quần đảo sau: quần đảo Tuamotu, quần đảo Society, quần đảo Gambier, Rapa Iti (tất cả đều thuộc Polynesia thuộc Pháp); quần đảo Pitcairn; và đảo Rarotonga thuộc quần đảo Cook. Chúng sống xung quanh các rạn san hô và bãi đá ngầm ở độ sâu khoảng tù 120 đến 250 m.

## Mô tả
E. tuamotuensis trưởng thành có chiều dài cơ thể lớn nhất được ghi nhận là 66 cm. Thân thuôn dài, hình bầu dục. Cơ thể có màu nâu vàng nhạt với các vệt màu nâu sậm khắp đầu và thân. Các vây không có bất kỳ vệt đốm nào. Có 3 hàng răng ở phần giữa của hàm dưới. Đuôi bo tròn. Có 2 hàng răng ở phần giữa của hàm dưới, răng trong lớn hơn. Răng nanh phát triển hơn ở phía trước hàm.
Số gai ở vây lưng: 11; Số tia vây mềm ở vây lưng: 15; Số gai ở vây hậu môn: 3; Số tia vây mềm ở vây hậu môn: 8; Số gai ở vây bụng: 1; Số tia vây mềm ở vây bụng: 5.
Thức ăn của E. tuamotuensis là các loài cá nhỏ hơn, động vật thân mềm và động vật giáp xác. E. tuamotuensis hiếm khi được đánh bắt do chúng ưa sống ở vùng nước sâu. Fourmanoir đã tìm thấy các phần còn lại của loài lươn biển Leiuranus phoenixensis trong dạ dày mẫu vật E. tuamotuensis của ông.